# واقعه ساکای

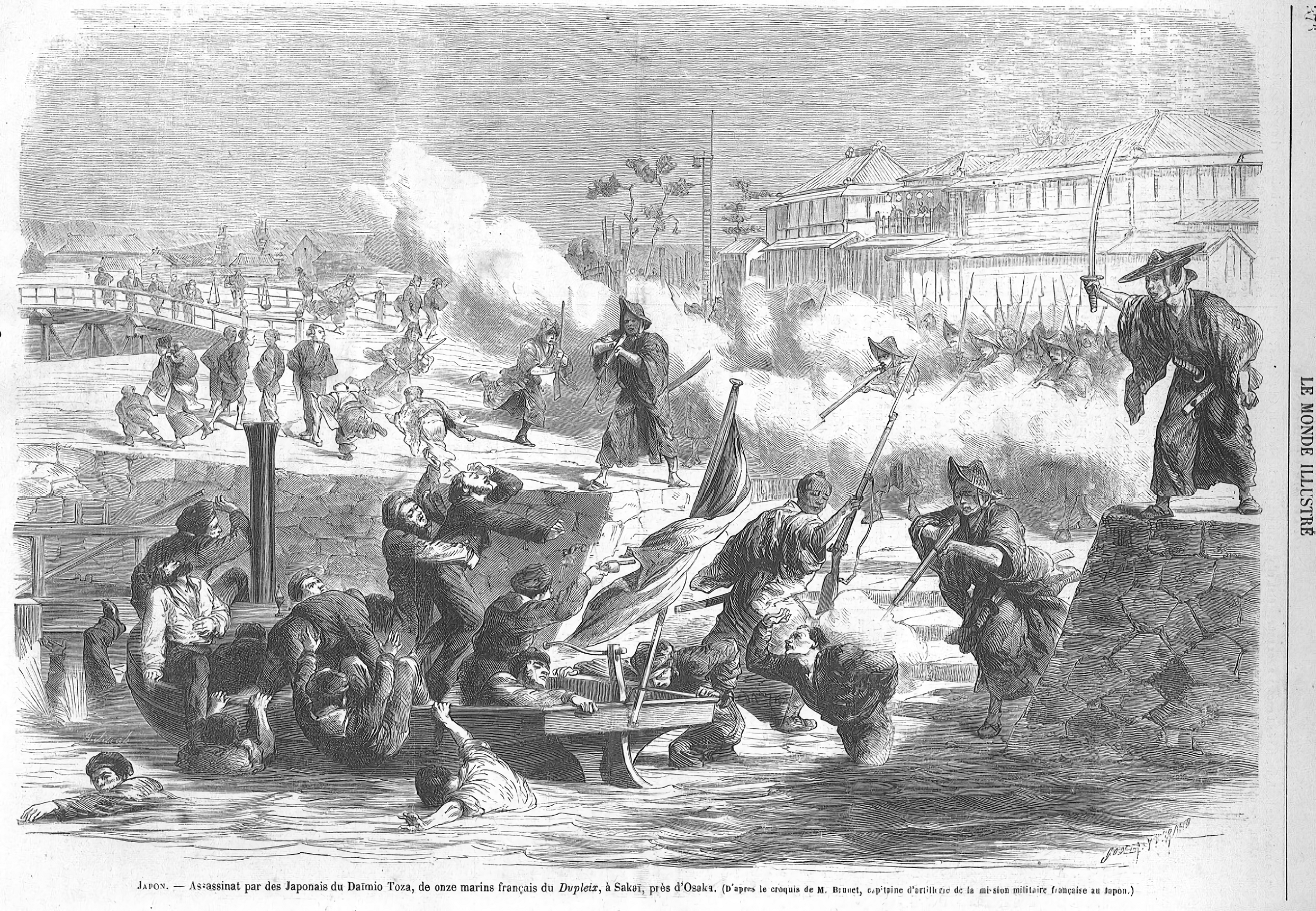
واقعه ساکای، ژاپن. ۱۸۶۸ میلادی

واقعه ساکای (به ژاپنی: 堺事件، Sakai Jiken) به حادثهٔ کشته شدن ۱۱ ملوان فرانسوی در بندر ساکای در نزدیکی اوساکای ژاپن در ۸ مارس سال ۱۸۶۸ میلادی اشاره دارد.
در آخرین سال حکومت شوگون‌ها بر ژاپن در سال ۱۸۶۸ و همزمان با آغاز اصلاحات میجی، سامورایی‌های دربار اِدو با ملوانان و بازرگانان فرانسوی که وارد ژاپن شده بودند در شهر ساکای در نزدیکی شهر اوساکای ژاپن درگیر شده و ۱۱ نفر از آنان را به قتل می‌رسانند. متعاقباً دولت فرانسه اعتراض شدید خود را به این عمل نشان داده و خواستار تحویل و محاکمه عاملان قتل ملوانان و تجار فرانسوی می‌شود. دولت ژاپن نیز بعد از تحقیق واقعهٔ پیش آمده ۴ نفر از فرماندهان و مسئولان و همچنین ۱۶ نفر از سامورایی‌هایی را که در درگیری و مرگ ملوانان فرانسوی دست داشتند برای محاکمه و اعدام فرا می‌خواند. این ۲۰ نفر مرگ بر چوبه‌دار را توهین به اعتبار و ارزش‌های سامورایی دانسته و به حکم اعدام خود اعتراض می‌کنند. آنها دست به هاراکیری زده و بنابر عقاید خود مرگ پاک و شرافتمندانه را برای خود انتخاب کردند.